# Museo Cao
El Museo Cao es un museo peruano que está situado en distrito de Magdalena de Cao, en la provincia de Ascope, en el departamento de La Libertad.

## Descripción
Está a 45 kilómetros de Trujillo. Alberga la momia de la Señora de Cao.
Fue inaugurado en 2009. Cuenta con una sala de exposiciones, un auditorio para proyecciones, una sala de reuniones, un laboratorio y una sala de cómputo y de arqueólogos.
El Museo Cao forma parte del complejo arqueológico El Brujo y está conformado por 7 salas que recorren gran parte de la historia moche, su legado cultural y la Señora de Cao. 

## Salas

### Sala 1 "Todas las Aguas"
En esta sala se muestran los puntos de encuentro entre la cultura moche y la naturaleza, todo a través de relatos míticos.

### Sala 2 "14000 años de historia"
En esta sala podemos observar los  procesos de cambio y continuidad en un marco cronológico de 5000 años, todo a través de objetos y ceramios en diferentes técnicas.

### Sala 3 "Arquitectura del cosmos"
En este lugar se representa el espacio sagrado  y de cómo era percibido por los habitantes moche. Objetos e iconografía que era considerada sagrada y que era utilizada en rituales como los entierros o en sus propias edificaciones. 

### Sala 4 "La sangre de las montañas"
Los moches celebraban abiertamente la  ceremonia de la sangre, se realizaban sacrificios humanos, los que eran detalladamente descritos en sus muestras artísticas. En esta sala podremos encontrar imágenes y objetos relacionados con este ritual. Además de muestras gráficas de las batallas rituales y sacrificios.

### Sala 5 "Rituales de muerte"
En esta sala encontramos muestras de las prácticas funerarias de los moche, encontradas en las  tumbas principales de la Huaca Cao Viejo.  Relatando los diversos conceptos que tenían los moche sobre el “más allá”.

### Sala 6 "El mundo de los ancestros"
En esta sala se cierra la  trayectoria ritual que se empezó en la sala 4. También se exhibe la colección completa de joyas de la Señora de Cao, hermosas piezas elaboradas de oro, plata, piedras semipreciosas y conchas. 

### Sala 7 "La Señora de Cao"
Esta sala está dedicada exclusivamente a la Señora de Cao,  poderosa mujer que lideró el valle de Chicama hace 1700 años. En esta sala se encontrará la réplica 3D de su rostro y su cuerpo momificado. Además, alberga el mismo cuerpo de la antigua líder moche, el que se conserva en una urna.